# Rob Hennigan
Rob Hennigan, né le 26 mars 1982 à Worcester (Massachusetts) est le manager général du Magic d'Orlando. 
Rob Hennigan est intronisé manager général à Orlando le 20 juin 2012, devenant le plus jeune à exercer cette fonction dans l'histoire de la NBA, à l'âge de 30 ans. Hennigan avait auparavant fait partie du Front Office de deux franchises NBA : chez les Spurs de San Antonio et, depuis 2008, au Thunder d'Oklahoma City. Il a également joué au basket-ball en division 3 de National Collegiate Athletic Association (NCAA), la dernière division de l'association sportive américaine dans ce sport.